# Partit dels Nous Liberals
Partit dels Nous Liberals (grec Kόμμα των Nεοφιλελευθέρων) fou un partit polític grec d'ideologia liberal fundat el 1977 per Konstantinos Mitsotakis. Només es va presentar a les eleccions legislatives gregues de 1977 i va obtenir l'1,08% dels vots i dos escons al Parlament Hel·lènic (l'altre escó fou per a Pavlos Vardinoyannis). El 1978 es va unir a Nova Democràcia.

## Resultats electorals

### Eleccions legislatives
| Any  | Vots   | %    | Escons  | +/- | Pos. |
| ---- | ------ | ---- | ------- | --- | ---- |
| 1977 | 55.494 | 1,08 | 2 / 300 | Nou | 7è   |